# Stenoma milichodes
Stenoma milichodes es una especie de polilla del género Stenoma, orden Lepidoptera.
Fue descrita científicamente por Meyrick en 1915.

## Descripción
Es de hábitos nocturnos y su envergadura es de 23 a 24 mm.

## Distribución
Stenoma milichodes habita en el continente de América, en Colombia.